# يان كارترايت
يان كارترايت (بالإنجليزية: Ian Cartwright)‏ (13 نوفمبر 1964 ببرمنغهام في المملكة المتحدة - 7 ديسمبر 2016) هو لاعب كرة قدم بريطاني في مركز الوسط. لعب مع وولفرهامبتون واندررز.

## وصلات خارجية
- يان كارترايت على موقع قاعدة بيانات كرة القدم.إي يو (الإنجليزية)